# Gavin Hoyte
Gavin Andrew Hoyte (Waltham Forest, London, 1990. június 6. –) angol labdarúgó, jelenleg a Watford játékosa kölcsönben az Arsenaltól, ahol pályafutását kezdte. Testvére a szintén labdarúgó Justin Hoyte, aki ugyancsak az Arsenal játékosa volt, mielőtt 2008-ban a Middlesbrough-hoz igazolt.

## Külső hivatkozások
- Gavin Hoyte pályafutásának statisztikái a Soccerbase oldalon (angolul)